# Behemoth
A Behemoth lengyel death metal zenekar 1991-ben alakult Gdańsk városában. Fontos szerepet játszottak a lengyel extrém metal underground kialakulásában, olyan zenekarok mellett, mint a Vader, a Vesania, vagy a Hate. Kezdetben hagyományos black metal zenekarként indultak, de az 1999-es Satanica albumtól a death metalhoz áll közelebb zenéjük, némi black és thrash metal hatással. Újabbkori lemezeiken erősen érződik az amerikai Nile hatása, ennek ellenére Nergal (Adam Darski) nem szereti semmilyen stílusba behatárolni zenekarát.

## Pályafutás
1991-ben indultak trió felállásban: Nergal (gitár/ének), Baal (dob) és Desecrator (gitár). Első életjelük az Endless Damnation és a The Return of the Northern Moon demok voltak. A legfontosabb azonban az 1993-as ...From the Pagan Vastlands demo volt, amelyre már a lengyel Pagan Records is felfigyelt. A debütlemez 1995-ben jelent meg Sventevith (Storming Near the Baltic) címmel, melyet a Grom követett 1996-ban. Az utóbbi lemezen alkalmaztak először a szokásosnak is mondható black metal elemek mellett, akusztikus gitárt, női éneket és szintetizátort. A lemez megjelenését egy európai turné követte. A harmadik nagylemez 1998-ban jelent meg Pandemonic Incantations cím alatt. A promoció hiánya miatt az album nem keltett nagy feltűnést.
Nem sokkal később az olasz Avantgarde Music szerződtette a zenekart. Közös munkájuk gyümölcse az 1999-es Satanica album, melyen már megjelentek a death metalra jellemző zenei megoldások is. A lemez underground szinten figyelemre méltó sikert aratott.
Hírnevüket tovább növelte a Satyricon és a Deicide társaságában lebonyolított európa turné.
Ekkor érkezett a zenekarba Novy basszusgitáros és Havok szólógitáros. Az új album a Thelema.6 címet kapta, melyen a pontos dobjátéknak és a minden korábbinál súlyosabb és összetettebb gitártémáknak köszönhetően már csak nyomokban található meg a black metal. A korong nemzetközi elismerést hozott a zenekarnak, mely révén Oroszországban és Brazília területén is hozzáférhetővé vált az anyag.
A turné során több neves metal fesztiválon is szerepeltek, többek között a német Wacken Open Air rendezvényen is.
A turné többi állomásán a Carpathian Forest, a Khold, a Vader és a Krisiun zenekarokkal játszottak. Az Oroszországban, és Fehéroroszországban tartott turnék után ismét stúdióba vonultak. Arkadiusz Malczewski producer segítségével került rögzítésre a Zos Kia Cultus (Here and Beyond) album 2002-ben.
2003-ban adták első norvég koncertjeiket olyan városokban mint Oslo, Bergen vagy Stavanger.
2003 tavaszán a Century Media jóvoltából Amerikában játszottak az Amon Amarth, a Deicide, a Nile, az Opeth, a Superjoint Ritual, a Six Feet Under és a Black Dahlia Murder társaságában. A finn Tuska fesztiválon pedig a Ministry és a Soulfly zenekarokkal léptek fel. A koncertek után Havok és Novy elhagyta a Behemoth sorait.
2004-ben jelent meg a Demigod album, mely a 15. helyen nyitott a lengyel eladási listán. Egy 2005-ös kanadai turné után csatlakozott hozzájuk a Napalm Death, a Moonspell és a Dew-Scented egy 2007-es európai turné erejéig.
2007-ben The Apostasy címmel jelent meg a soron következő lemez, melynek turnéján felléphetek az amerikai Ozzfest rendezvényen is. Ezután olyan zenekarok társaságában játszottak mint a Gojira, a Job for a Cowboy és a Beneath the Massacre.
Az európai turnén már a Kataklysm és az Aborted voltak a partnereik.
2008-ban adták ki első koncertlemezüket a At the Arena ov Aion – Live Apostasy címűt. 2009 márciusában jelent meg az Evangelion lemez melyet a Nuclear Blast adott ki Európában, az USA-ban pedig a Metal Blade.
2009 augusztusában részt vettek a Mayhem fesztiválon olyan zenekarokal mint a Slayer, Marilyn Manson, a Bullet For My Valentine, a Trivium, vagy a Cannibal Corpse. Az Evangelion észak-amerikai turnéja 2010 januárjában indult.
2007-ben botrányt okoztak Lengyelországban sátánista szimbólumaik és okkult dalszövegeik miatt. A zenekar saját hazájában "tiltólistára" került, azonban ezek a határozatok még nem léptek érvénybe, így a zenekar továbbra is koncertezhet világszerte.
2010 nyarán a zenekar tudatta a rajongókkal, hogy a frontemberük Nergal leukémiában szenved.

## Tagok

### Jelenlegi tagok
- Adam "Nergal" Darski – ének, gitár (1991–)
- Zbigniew "Inferno" Promiński – dob (1997–)
- Tomasz "Orion" Wróblewski – basszusgitár, háttérének (2003–)
- Patryk Dominik Sztyber – szólógitár, háttérének (2004–)

### Korábbi tagok
- Adam "Desecrator" Malinowski – gitár, basszusgitár (1991–1992)
- Adam "Baal Ravenlock" Muraszko – dob (1991–1996)
- Marduk – gitár (1993)
- Rafał "Frost" Brauer – gitár (1993–1995)
- Leszek "L. Kaos" Dziegielewski – gitár, basszusgitár (1995–1996, 1998–1999)
- Mefisto – basszusgitár (1997–1999)
- Mateusz "Havoc" Śmierzchalski – gitár, háttérének (2000–2003)

### Koncerttagok
- Bartłomiej "Bruno" Waruszewski – basszusgitár (1999)
- Lendvay István – basszusgitár (2003)[10]
- Michał "Stoker" Stopa – gitár (2004)
- Adam Sierżęga – dob (2013)[11]
- Kerim "Krimh" Lechner – dob (2013)[12]

## Diszkográfia
Nagylemezek:
- Sventevith (Storming Near the Baltic) (1995)
- Grom (1996)
- Pandemonic Incantations (1998)
- Satanica (1999)
- Thelema.6 (2000)
- Zos Kia Cultus (Here and Beyond) (2002)
- Demigod (2004)
- The Apostasy (2007)
- Evangelion (2009)
- The Satanist (2014)
- I Loved You at Your Darkest (2018)
- Opvs Contra Natvram (2022)
- The Shit ov God (2025)

EP-k:
- And the Forests Dream Eternally (1993)
- Bewitching the Pomerania (1997)
- Antichristian Phenomenon (2001)
- Conjuration (2003)
- Slaves Shall Serve (2005)
- Ezkaton (2008)
- Blow Your Trumpets Gabriel (2013)
- Xiądz (2014)

Koncertlemezek:
- At the Arena ov Aion – Live Apostasy  (2008)
- Live Barbarossa  (2014)

Box set:
- Chaotica – The Essence of The Underworld  (1999)
- Historica  (2003)
- Demonica (2006)

Demok:
- Endless Damnation (1992)
- The Return of the Northern Moon (1992)
- …From the Pagan Vastlands (1993)

DVD-k:
- Live Eschaton: The Art of Rebellion  (2000)
- Crush.Fukk.Create: Requiem for Generation Armageddon (2004)